# Wapen van Nijvel

Wapen van Nijvel

Het wapen van Nijvel is het gemeentelijke wapen van de Waals-Brabantse gemeente Nijvel. Het wapen werd op 16 februari 1847 toegekend en op 9 maart 1979, na de gemeentelijke fusie van 1977, opnieuw toegekend.

## Geschiedenis
Het wapen toont een rode abtsstaf als verwijzing naar de Abdij van Nijvel, deze abdij werd door Gertrudis gesticht. Keizer Karel V heeft in 1532 een wapen aan de stad Nijvel toegekend dat bestond uit een rood kruis van de abdij met daar overheen het wapen van Brabant. Het zwarte schild is dat van het Hertogdom Brabant, waar het voogdijgebied van Nijvel bij hoorde. Tot in de 18e eeuw bleef het wapen met kruis ongewijzigd. In 1847 kreeg de stad Nijvel het huidige wapen toegekend, dat ontworpen was op basis van het zegel toegekend door Karel V. Waarom het kruis door een abtsstaf is vervangen is niet bekend. Het wapen werd in 1979 aan de nieuw gevormde gemeente opnieuw toegekend.

## Blazoenering
De blazoenering van het wapen uit 1981 luidt als volgt:
D'argent à une crosse abbatiale de gueules posée en pal, sur le tout de sable au lion d'or, armé et lampassé de gueules.

In het Nederlands: In zilver gepaald een abtsstaf van keel, over alles van sabel een leeuw van goud, genageld en getongd van keel.
Het wapen zelf is zilver van kleur met daarop een rode abtsstaf met daar overheen een zwart schild met daarop een gouden leeuw met rode nagels en tong. Het wapen heeft geen externe attributen zoals schildhouders of een kroon.